# Beignet

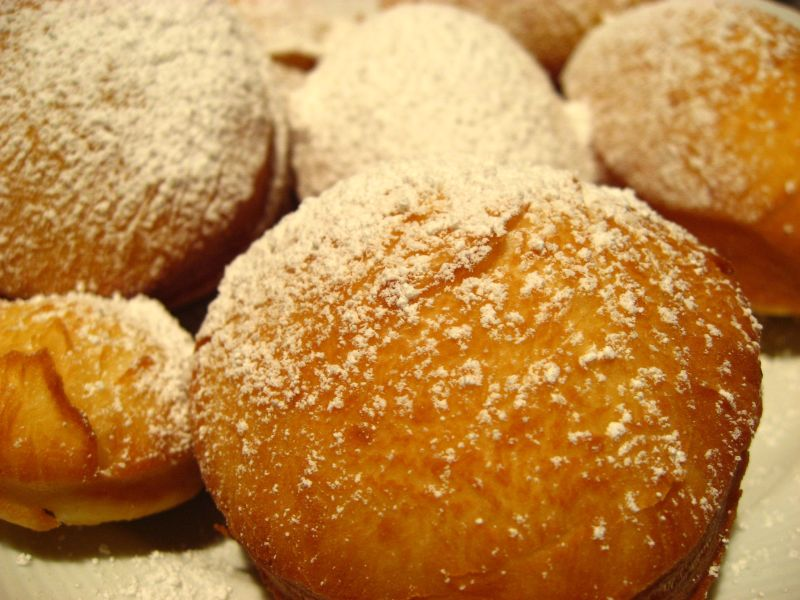
Beignets.

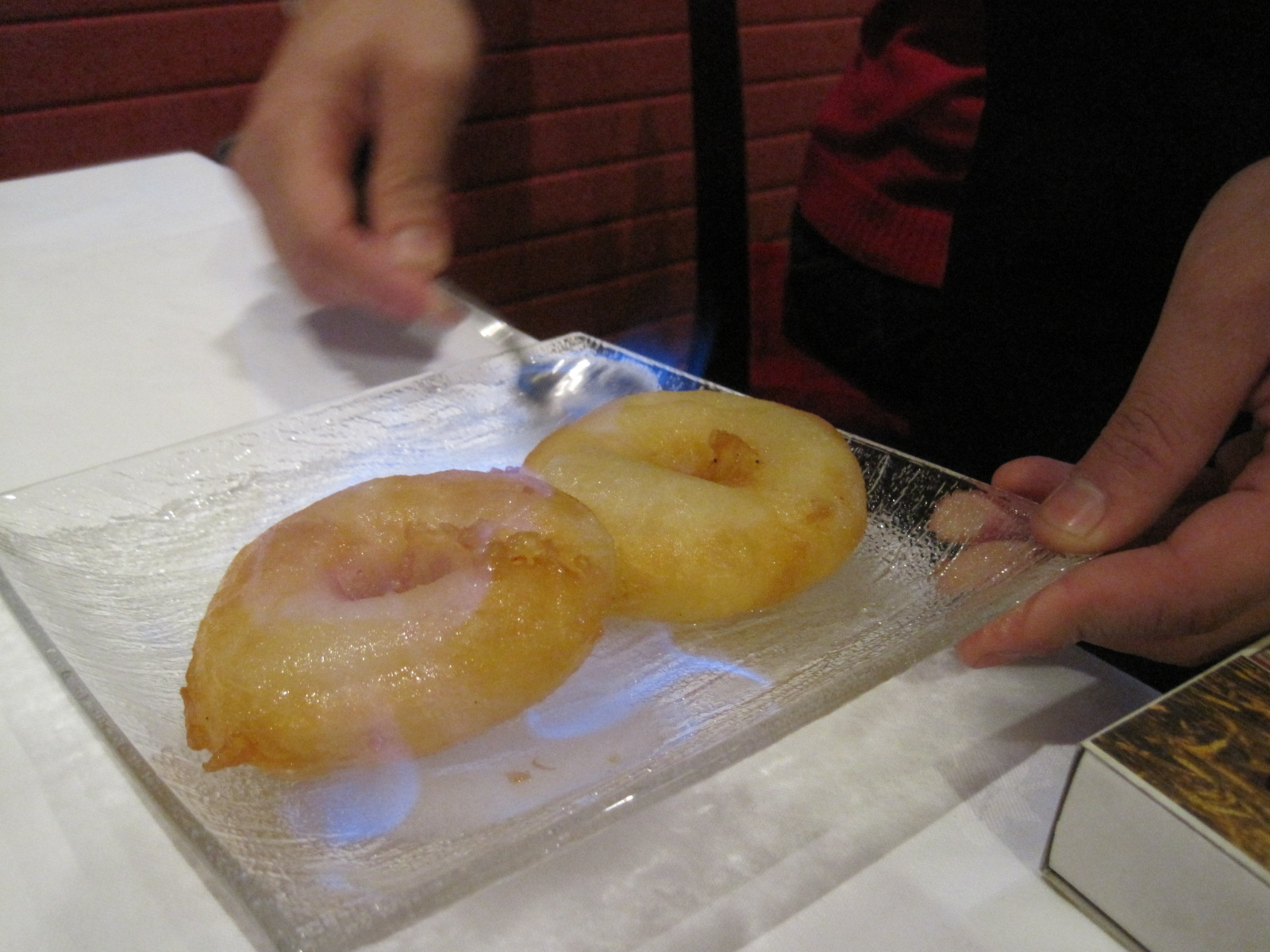
Beignets de piña flambeados en vino de arroz (cocina china).

Un beignet (diminutivo de beigne, ‘buñuelo’ en francés) es un dulce que se elabora mojando una fruta o una verdura en una masa bastante líquida y friéndola en aceite.

## Historia
La tradición de los beignets se remonta a las fiestas romanas de las calendas de marzo, que celebraban el despertar de la naturaleza por los ritos agrarios. Con este motivo, se infringían las prohibiciones y se autorizaban los disfraces.
Antes del período de ayuno de cuarenta días, era costumbre celebrar la fiesta y comer graso. De ahí viene el Mardi Gras (‘martes graso’), que precede a la Cuaresma y que corresponde al Martes de Carnaval español.
Como la fiesta reunía un gran número de personas, era necesario hacer dulces baratos y de preparación rápida. Se trataba también de agotar las reservas de mantequilla, aceite, huevos y demás antes de los cuarenta días de ayuno. De ahí la tradición de los beignets y también de los gofres y crepes.

## Ingredientes habituales
Además de la harina, los huevos, el aceite y la mantequilla, la masa para beignets también lleva, desde el siglo XVIII, cerveza, según la región o receta considerada.

## Tradiciones regionales
En Francia, los beignets se preparan en todo el territorio, pero tienen nombres diferentes. Según la región, se les llama bugnes, merveilles, oreillettes (‘orejuelas’), beignets de carnaval o bottereaux, tourtisseaux, corvechets, ganses, nouets, vautes (beignets de fruta), etcétera.
Existen muchas variantes regionales. Algunas consisten en freír la masa sola y salpicarla con azúcar, como las bugnes de Lyon y los chichis (equivalente de los churros españoles), otras mojan un trozo de fruta o de verdura en la masa antes de freírla, como los beignets aux pommes (‘buñuelos de manzana’) y los beignets de pomme de terre (‘buñuelos de patata’).